# Liste des maires de Combs-la-Ville
Cet article dresse une liste par ordre de mandat des maires de Combs-la-Ville, commune française située dans le département de Seine-et-Marne en région Île-de-France.

## Liste des maires
| Période                                  | Période         | Identité                       | Étiquette                        | Qualité |
| ---------------------------------------- | --------------- | ------------------------------ | -------------------------------- | --- |
| Les données manquantes sont à compléter. |                 |                                |                                  | |
| 1790                                     |                 | Jacques Viret                  |                                  | Vigneron |
| 13 novembre 1791                         |                 | Claude Pichon                  |                                  | Vigneron |
| 30 septembre 1793                        |                 | Nicolas Prevot                 |                                  | Cordonnier |
| An VII                                   |                 | Paul Dutfoy                    |                                  | Cultivateur |
| 1818                                     |                 | Jean-Didier Dutfoy             |                                  | Cultivateur |
| 7 janvier 1823                           |                 | Jean-Louis Nicolle             |                                  | Cultivateur |
| 11 mai 1824                              |                 | Pierre-Noël Papillon           |                                  | Meunier |
| 26 décembre 1828                         |                 | Jean-Didier Dutfoy (2e du nom) |                                  | Cultivateur |
| 25 septembre 1831                        |                 | Paul Dutfoy (2e du nom)        |                                  | Cultivateur |
| 29 août 1843                             |                 | Jean-Didier Dutfoy             |                                  | Cultivateur |
| 6 novembre 1846                          |                 | René Garnot                    |                                  | Cultivateur |
| 6 avril 1857                             |                 | Philéas Breger                 |                                  | Cultivateur |
| 28 novembre 1857                         |                 | Auguste Denier                 |                                  | Propriétaire |
| 4 décembre 1867                          |                 | Jean-Noël Papillon             |                                  | Meunier |
| 23 janvier 1881                          |                 | Hippolyte Lahaye               |                                  | Cultivateur |
| 20 mai 1888                              |                 | Henry Chardin                  |                                  | Propriétaire |
| 20 mai 1900                              |                 | Émile Breton                   |                                  | Cultivateur |
| 2 août 1903                              |                 | Alphonse Rodier                |                                  | Boucher |
| 17 mai 1908                              |                 | Albert Dauvergne               |                                  | Cultivateur |
| 12 décembre 1919                         |                 | David Bondu                    |                                  | Représentant de l'État au PLM |
| 14 octobre 1923                          |                 | Henri Lebœuf                   |                                  | Cultivateur |
| 12 mai 1935                              |                 | André Quentin                  |                                  | Pharmacien |
| 27 octobre 1944                          | 23 octobre 1947 | Henri Pavard                   |                                  | Mandataire aux Halles |
| 23 octobre 1947                          | 21 mars 1959    | Henri Chasselon                |                                  | Instituteur en retraite |
| 21 mars 1959                             | 13 mars 1977    | Lucien Peyriguère              |                                  | Médecin |
| 13 mars 1977                             | 18 mars 1983    | Alain Vivien                   | PS                               | Professeur Conseiller général du canton de Brie-Comte-Robert (1970 → 1982) Député de la 1re circonscription de Seine-et-Marne (1973 → 1986)                                                                       |
| 18 mars 1983                             | 17 mars 1989    | Claude Sapin                   | PS                               | Ingénieur économiste 2e vice-président du SAN de Sénart-Ville Nouvelle (1983 → 1989) |
| 17 mars 1989                             | 29 juin 1992    | Alain Vivien                   | PS                               | Professeur Secrétaire d'État aux Affaires étrangères (1991 → 1992) Député de la 9e circonscription de Seine-et-Marne (1988 → 1991)                                                                                |
| 29 juin 1992                             | 18 juin 1995    | Claude Sapin                   | PS                               | Ingénieur économiste |
| 18 juin 1995                             | en cours        | Guy Geoffroy,                  | RPR puis UMP puis UMP-RS puis LR | Proviseur de lycée Député de la 9e circonscription de Seine-et-Marne (2002 → 2017) Conseiller général du canton de Combs-la-Ville (1992 → 1998) Vice-président du conseil général de Seine-et-Marne (1994 → 1998) |